# Tytthonyx coriaceipennis
Tytthonyx coriaceipennis es una especie de coleóptero de la familia Cantharidae.

## Distribución geográfica
Habita en Haití.